# John Dacyshyn
John Dacyshyn (9 marzo 1935) è un ex cestista canadese.

## Carriera
È stato convocato dal Canada per i Giochi di Tokyo 1964. Ha disputato 2 incontri del Torneo Pre-Olimpico FIBA 1964, mettendo a segno 9 punti.